# Ucanha
Ucanha is een plaats (freguesia) in de Portugese gemeente Tarouca en telt 423 inwoners (2001).

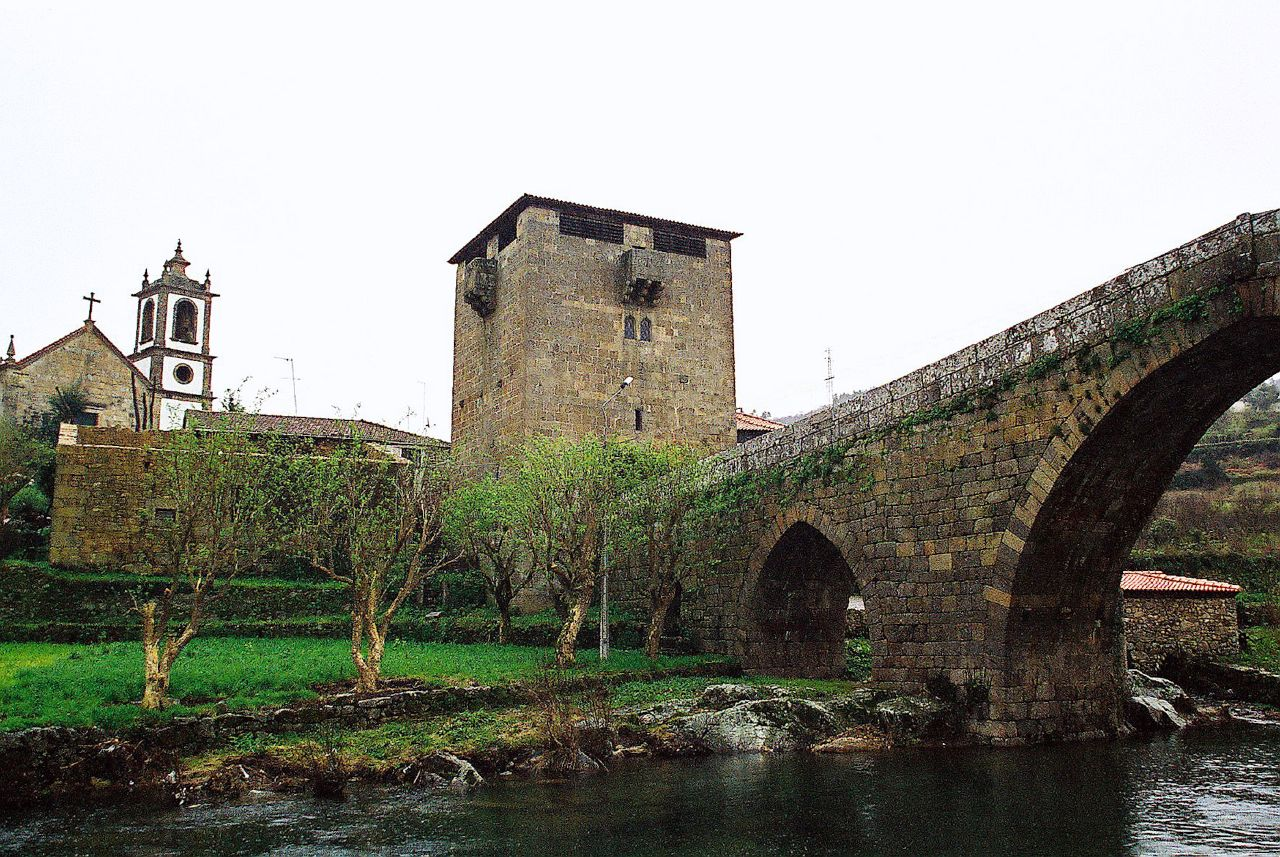